# Martin Sekera
Martin Sekera (* 20. Dezember 1971 in Pardubice, Tschechoslowakei) ist ein ehemaliger deutsch-tschechischer Eishockeyspieler. Seit seinem Karriereende arbeitet er als Trainer, unter anderem beim ERC Sonthofen und den Höchstadt Alligators.

## Karriere
Sekera erlernte den Umgang mit Puck und Schläger in seiner Heimat beim HC Moeller Pardubice, für die er zu Beginn seiner Karriere auch in der Extraliga aufs Eis ging. Seine erste Station in Deutschland war der GEC Nordhorn, für die er in zwei Spielzeiten über 160 Scorerpunkte erzielte. Nach elf Spielen beim Extraligisten HC Opava in der Saison 1997/98 erfolgte ein Angebot der Eispiraten Crimmitschau, wo sein Vater Horymir Sekera als Trainer fungierte. Insgesamt spielte Sekera sechs Jahre für den ETC.
In der Saison 2000/2001 wurde er Top-Scorer im Team, verletzte sich in der folgenden Saison schwer (Schien- und Wadenbeinbruch) und fing zu zeitig an wieder zu spielen. Dadurch konnte er nicht sein volles Leistungspotenzial abrufen und geriet ins Kreuzfeuer der Kritik. Zur Saison 2002/03 wurde sein Vater Trainer beim ES Weißwasser – Sohn Martin war noch in Crimmitschau beschäftigt, jedoch war der neue Coach der Westsachsen, Paul Sommer, mit der Einstellung des Tschechen nicht zufrieden. Sein Vertrag wurde daher aufgelöst und die Lausitzer Füchse schlugen auf dem Transfermarkt zu. Dort konnte er in der 1. Reihe mit seinem ehemaligen Crimmitschauer Kollegen Dirk Rohrbach überzeugen. In Weißwasser avancierte Sekera zum Publikumsliebling und konnte sich gerade in den Saisons 2003/04 und 2004/05 als zuverlässiger Scorer auszeichnen. Die Saison 2005/06 verlief sowohl für die Füchse als auch für Sekera nicht zufriedenstellend (u. a. wurde sein Vater als Coach suspendiert und durch Fred Carroll ersetzt), so dass Sekera für die folgende Saison eine neue Perspektive suchte. Für die Saison 2006/07 verpflichtete ihn der Manager der Dresdner Eislöwen, Jan Tabor, in der Sekera das erste Mal als deutscher Staatsbürger auflief. In der Saison 2007/08 war Sekera für die Moskitos Essen auf Punktejagd. Für die Saison 2008/09 wurde er von den Fishtown Pinguins aus Bremerhaven verpflichtet, bevor er 2009 zu den Selber Wölfen in die Bayerische Eishockey-Liga wechselte.
In der Saison 2009/2010 wurde er zum Topscorer der Selber Wölfe in der Bayernliga. In der Vorrunde erzielte er in 28 Spielen 70 Scorerpunkte, davon 23 Tore und 47 Assists. In der Zwischenrunde schaffte Martin Sekera in sechs Spielen 23 Scorerpunkte, wodurch er Topscorer der Zwischenrunde wurde. Er war damit ausschlaggebend am Spitzenplatz der Wölfe nach der Vorrunde und der gleichen Platzierung in der Zwischenrunde beteiligt. In drei Halbfinalspielen gegen den EV Regensburg und zwei Finalspielen gegen den TEV Miesbach um die Bayerische Meisterschaft schoss er drei weitere Tore und bereitete sechs Tore vor. Am Ende wurde er mit den Selber Wölfen bayerischer Vizemeister und schaffte somit den Aufstieg in die neue Eishockey-Oberliga 2010/11. Nach einem Jahr mit den Selber Wölfen in der Oberliga schloss er sich zur Saison 2011/12 dem Oberligisten EHV Schönheide 09 an. In der Saison 2012/13 und 2013/14 spielte er beim Oberligisten EHC Jonsdorfer Falken. In der Saison 2014/15 unterschrieb er beim EV Lindau Islanders aus der Bayernliga. Im Oktober 2016 verletzte er sich beim Spiel gegen den ERC Sonthofen, woraufhin er seine aktive Karriere beendete.
In der Saison 2018/19 stand er beim ERC Sonthofen als Trainer an der Bande und trainiert die "Bulls", die ebenfalls wie die EV Lindau Islanders in der Oberliga Süd spielen.
In seiner Freizeit spielt Sekera gerne Inlinehockey (war 1996 im Team der St. Louis Vipers mit Chris Rogles im Tor) und Golf, seine Spitznamen sind Hele oder Martinû.

## Erfolge und Auszeichnungen
- Tschechischer Vizemeister mit Pardubice
- 3. Platz bei der Inlinehockey-WM
- Bayerischer Vizemeister 2010 mit dem VER Selb
- Aufstieg in die Eishockey-Oberliga 2010/11 mit dem VER Selb
- Bayernligameister EV Lindau 2014/2015

## Karrierestatistik
(Legende zur Spielerstatistik: Sp oder GP = absolvierte Spiele; T oder G = erzielte Tore; V oder A = erzielte Assists; Pkt oder Pts = erzielte Scorerpunkte; SM oder PIM = erhaltene Strafminuten; +/− = Plus/Minus-Bilanz; PP = erzielte Überzahltore; SH = erzielte Unterzahltore; GW = erzielte Siegtore; 1 Play-downs/Relegation; Kursiv: Statistik nicht vollständig)